# Capitol Heights (stacja metra)
Capitol Heights – stacja linii niebieskiej i srebrnej metra waszyngtońskiego. Znajduje się w Capitol Heights w stanie Maryland. Przystanek został otwarty 22 listopada 1980 roku, początkowo tylko na linii niebieskiej; składy linii srebrnej docierają na niego od 26 lipca 2014 roku.